# Chapelle Saint-Christol de Nissan-lez-Enserune
La chapelle Saint-Christol est, avec la chapelle Notre-Dame-de-la-Miséricorde, une des deux chapelles wisigothiques situées à Nissan-lez-Enserune dans le département français de l'Hérault en région Occitanie.
Le territoire de la commune abrite une autre chapelle wisigothique : la chapelle Notre-Dame-de-la-Miséricorde.

## Localisation
La chapelle se situe à environ 1,5 km au sud-est du village de Nissan, et au sud de la route départementale D37 qui mène à Lespignan.

## Toponymie
Nissan-lez-Enserune est mentionnée sous le nom d'Aniscianum en 1198 dans le cartulaire du chapitre épiscopal d'Agde et sous le nom d'Anicianum en 1199.

## Historique
Les Wisigoths, arrivés dans la région en 462, ont laissé plusieurs chapelles à Nissan : Saint-Christol, Saint-André, Notre-Dame-de-Miséricorde...
La chapelle Saint-Christol fut construite au Ve siècle, au début de l'occupation wisigothique,, sur l'emplacement d'un mausolée romain bâti près d'une villa gallo-romaine.
La chapelle fut jusqu'au début du XVIIe siècle l'église d'une paroisse,. Abandonnée peu après, elle figure cependant encore sur une carte de Cassini au XVIIIe siècle.
Elle fut redécouverte sous un tas de gravats lors d'opérations de sauvetage menées par l'abbé J.Giry (auteur d'un livre sur les Vieilles églises à chevet carré de l'Hérault en 1953) avec l'aide de propriétaires locaux, et restaurée en 1991 par des bénévoles, de l'Association des Amis de Saint-Christol, avec l'aide financière de l'association la Sauvegarde de l'Art Français.

## Architecture
Ruinée de nombreuses fois au cours des siècles, la chapelle a conservé le plan typique des églises wisigothiques (et des églises pré-romanes de tradition wisigothique), caractérisées par une nef unique terminée par un chevet plat quadrangulaire,,.
La nef rectangulaire unique a de 10 m de long sur 4,10 m de large et est entourée de murs épais où s'adossaient trois banquettes de pierre. Deux portes donnaient accès à cette nef, l'une percée dans le mur nord, l'autre dans le mur sud.
Le chœur à chevet plat présente un axe légèrement déporté vers le sud par rapport à la nef : on a retrouvé dans les ruines du chœur une des impostes qui soutenaient l'arc triomphal ainsi que les vestiges d'un autel.

Chapelle Saint-Christol
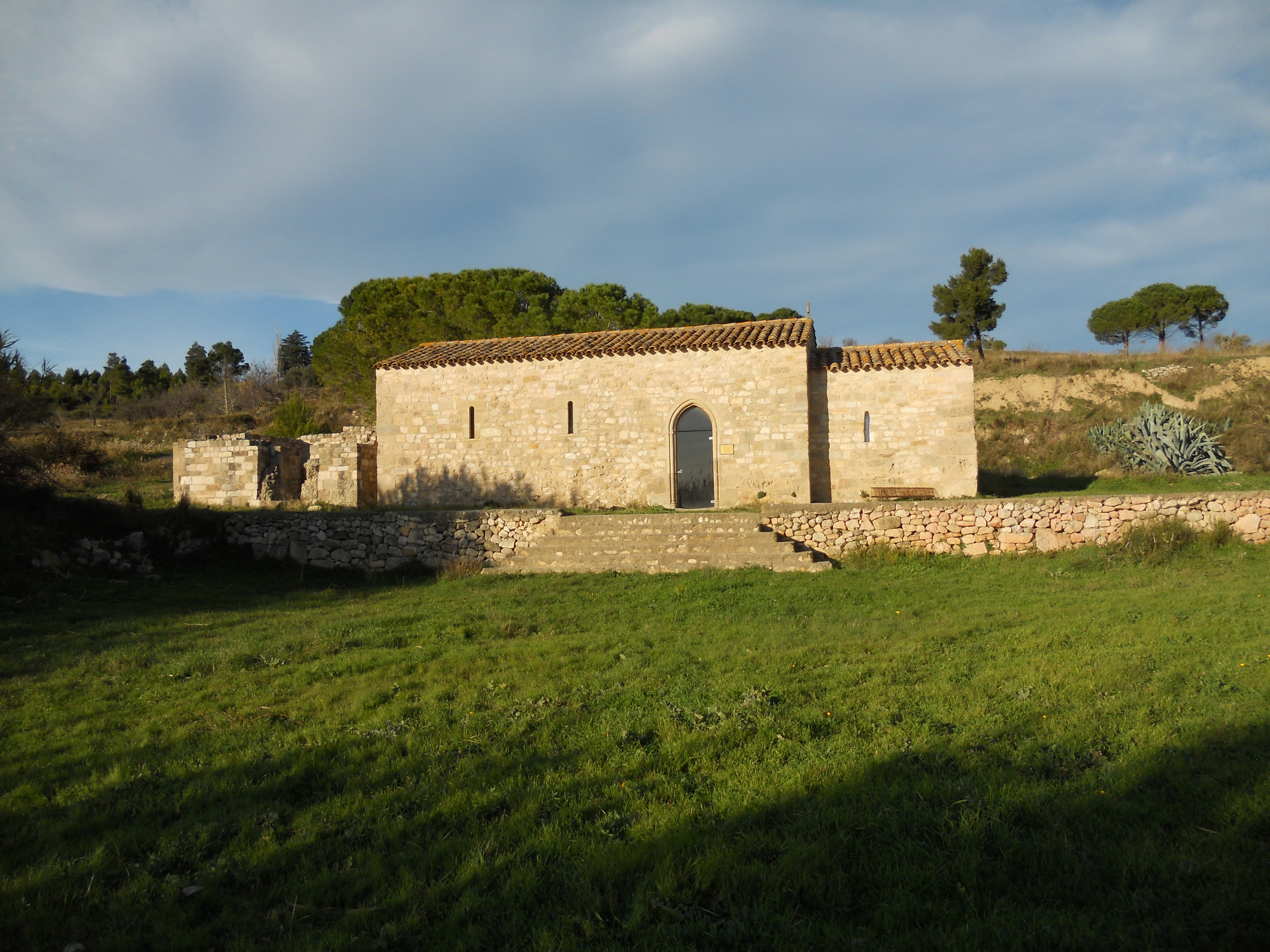
Vue d'ensemble.
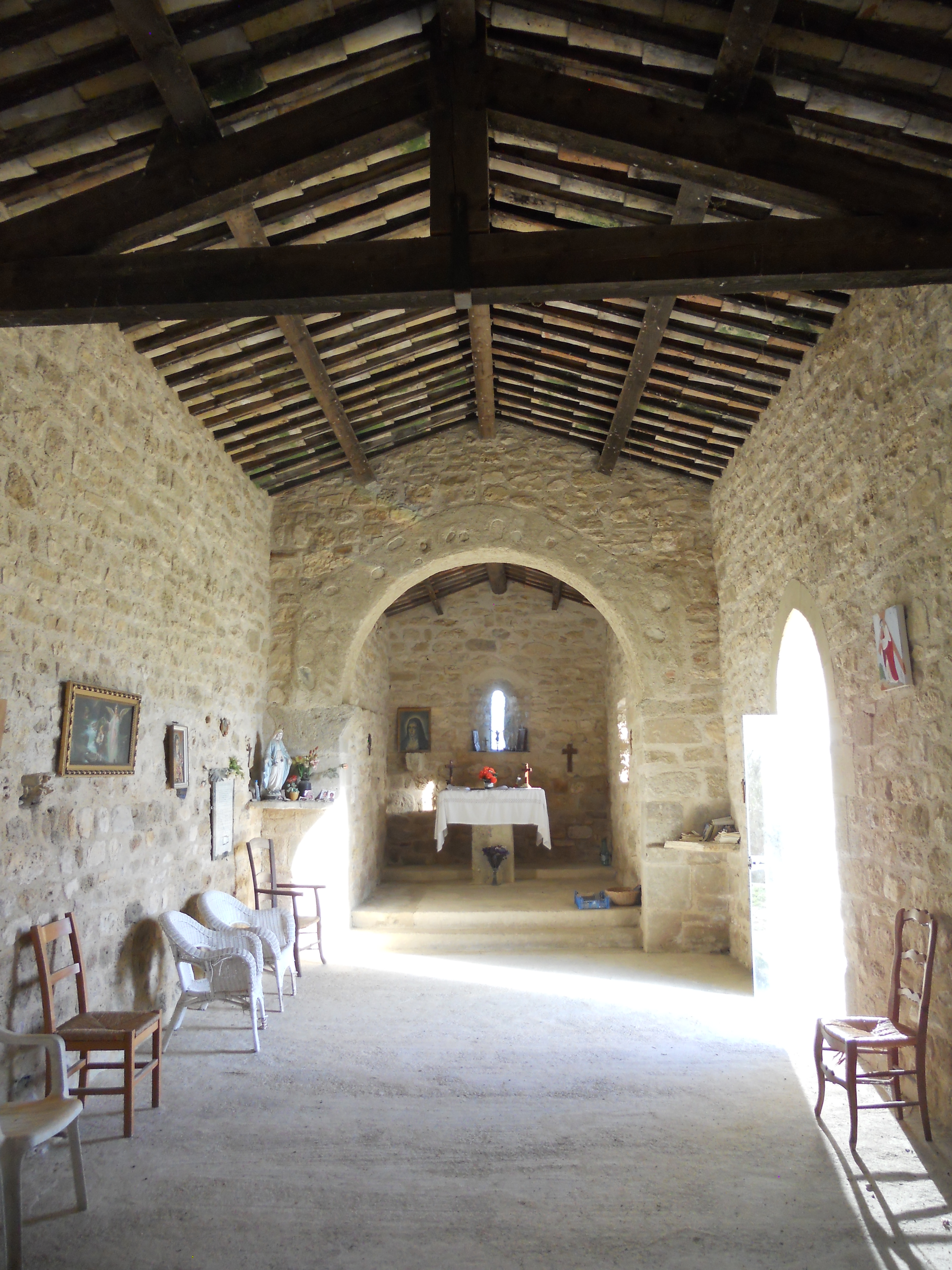
Nef avec vue sur l'autel.
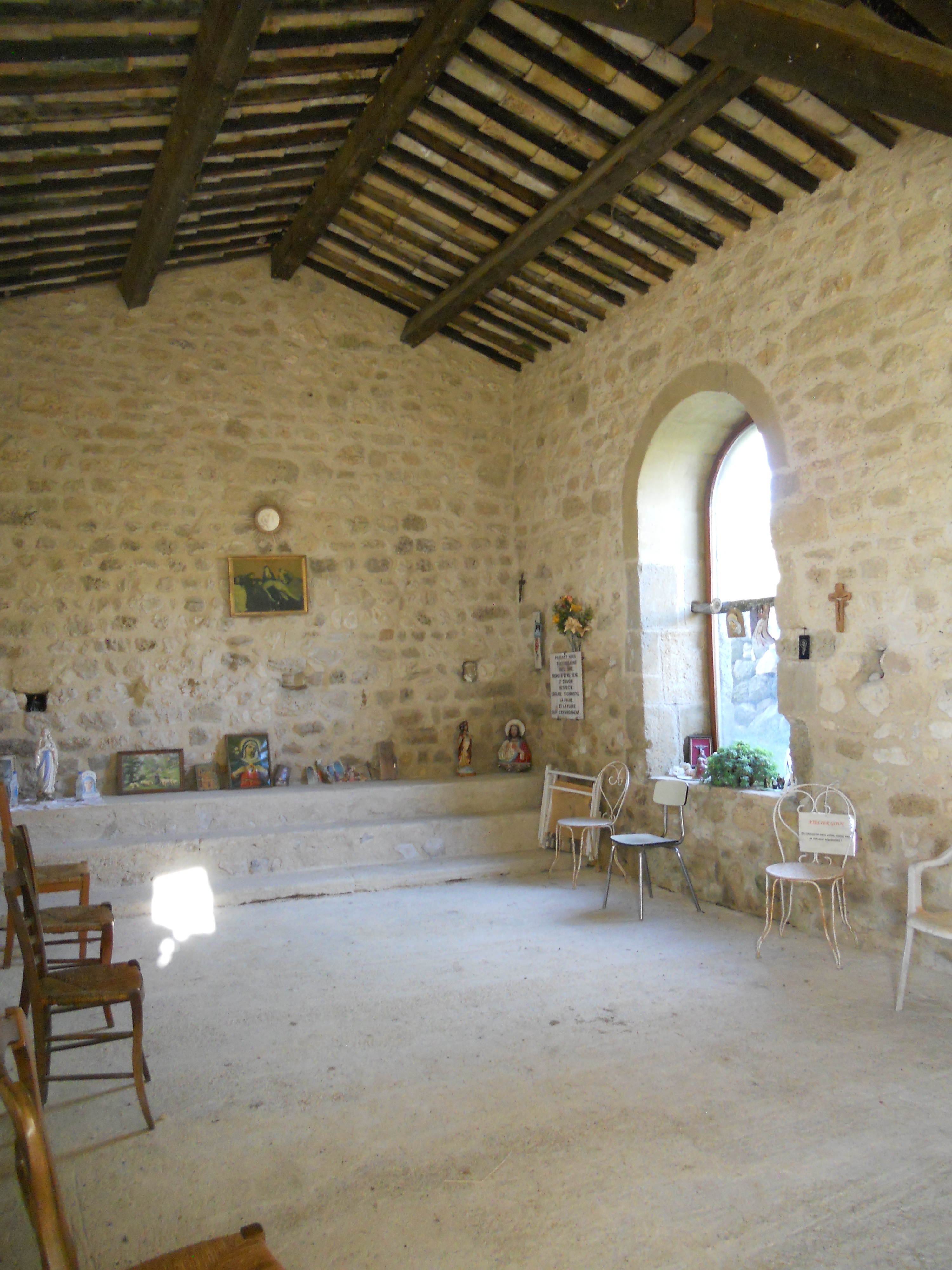
Nef.
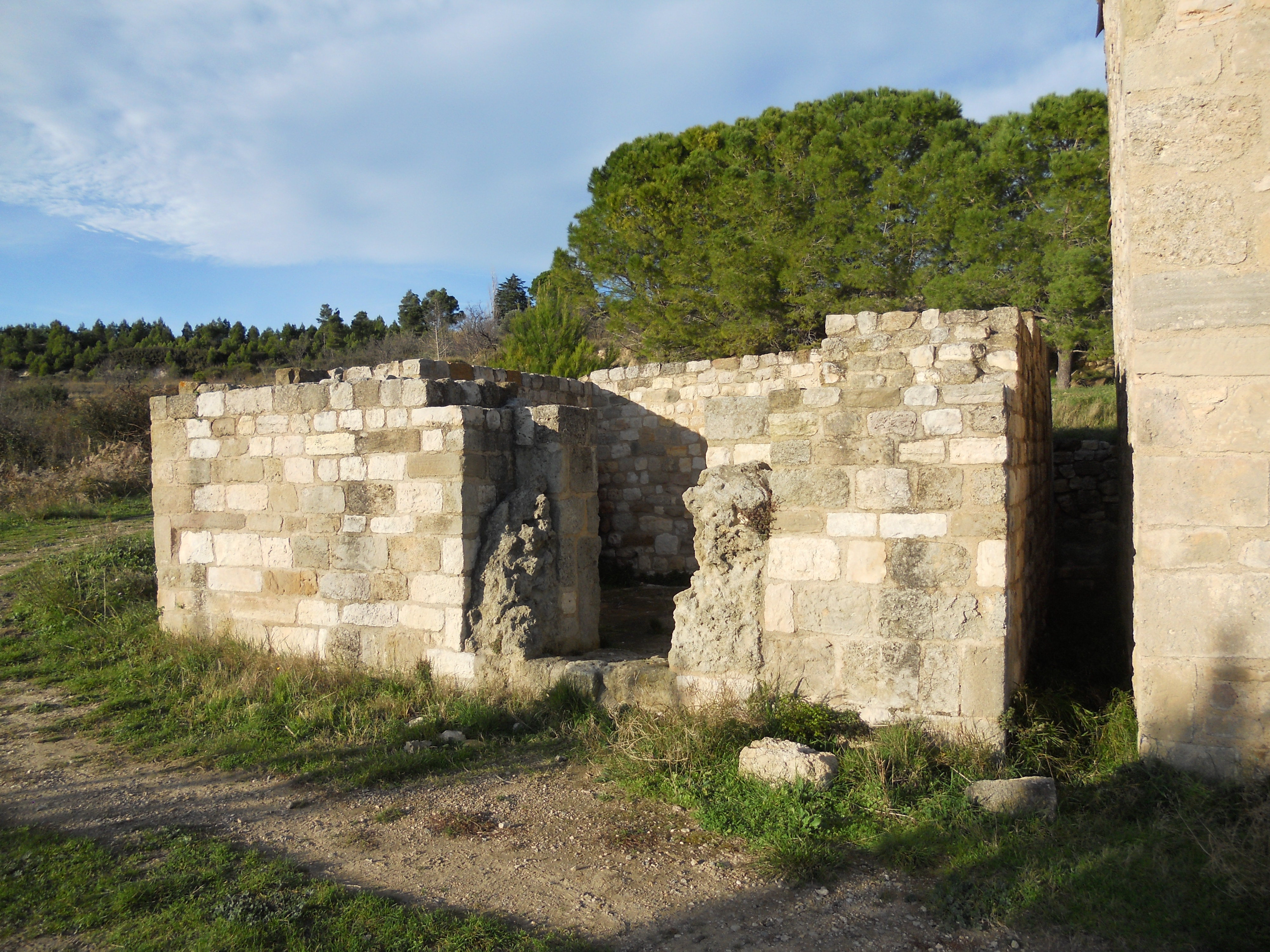
Ruine de l'ancien clocher ou tour de guet.
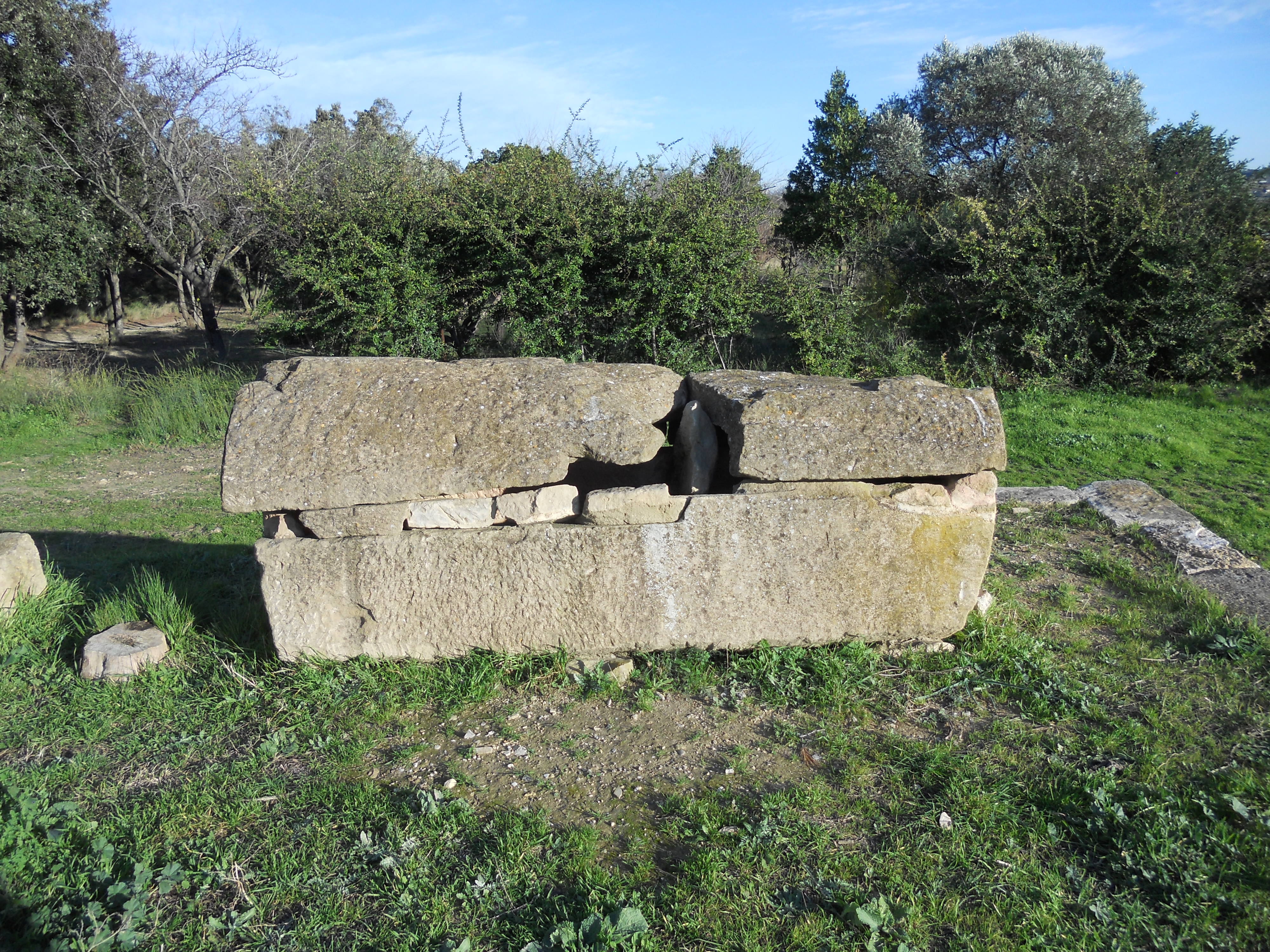
Sarcophage.